# Geolyces
Geolyces is een geslacht van vlinders van de familie spanners (Geometridae), uit de onderfamilie Ennominae.

## Soorten
- G. attesaria Walker, 1860
- G. contracta Herbulot, 1954
- G. convexaria (Mabille, 1890)
- G. flavimacula (Hampson, 1910)
- G. polyglena Herbulot, 1966
- G. rufescens (Hampson, 1910)
- G. seriata Warren, 1905
- G. sylvana Carcasson, 1964
- G. tanytmesis Prout, 1934
- G. variegata Carcasson, 1962